# Document oficiós
Un document oficiós (en anglès, non-paper i en francès, aide-mémoire) és un document emès sovint per un òrgan diplomàtic i al qual no se'l vol dotar del més mínim caràcter oficial —per tal d'evitar que pugui comprometre formalment l'ens emissor. És especialment comú en ambaixades, ministeris d'Afers Exteriors i organismes d'abast internacional com ara la Comissió Europea o l'Organització de les Nacions Unides.
Els documents oficiosos se solen remarcar pel fet de no tenir capçalera o bé per estar encapçalants amb les paraules «non paper». També acostumen a explicitar que no són pas posicions oficials i que estan adreçats exclusivament a les institucions o persones que n'han de ser receptores. És comú que indiquin temes de debat polític a tractar, més enllà de propostes concretes. En l'àmbit mediambiental, són molt comuns d'ençà la signatura del Protocol de Kyoto i han estat molt criticats des de l'inici del segle xxi com a eina de no-progrés, en tant que són emprats com a documents finals de manera inconclusa i no són arxivats amb prou transparència pública.